# Vicente Mejía Colindres
Vicente Mejía Colindres (ur. 1878, zm. 1966) - był honduraskim lekarzem chirurgiem, autorem audycji radiowych i działaczem politycznym Partii Liberalnej.
Absolwent Universidad Nacional Autónoma de Honduras, sprawował funkcje ministra spraw wewnętrznych (1909-1911, rząd Miguela Rafaela Dávili Cuéllara) oraz spraw zagranicznych (1919-1921, rząd Francisco Bertranda). Dwukrotnie stał na czele państwa jako prezydent: tymczasowo od 16 września do 5 października 1919 oraz od 1 lutego 1929 do 31 stycznia 1933.